# منطقه تاریخی وارن–پرنتیس
منطقه تاریخی وارن-پرنتیس (به انگلیسی: Warren–Prentis Historic District) یک منطقهٔ مسکونی در ایالات متحده آمریکا است که در میشیگان واقع شده‌است.